# Sarcolophium
Sarcolophium é um género botânico pertencente à família Menispermaceae.

## Espécies
- Sarcolophium suberosum (Diels) Troupin

1. ↑  «Sarcolophium — World Flora Online». www.worldfloraonline.org. Consultado em 19 de agosto de 2020